# Turneul celor Patru Trambuline 2024-2025
Turneul celor Patru Trambuline 2024-2025 a fost un turneu de sărituri cu schiurile masculin ce a avut loc în cele patru locuri tradiționale: Oberstdorf, Garmisch-Partenkirchen, Innsbruck și Bischofshofen situate în Germania și Austria, în perioada 28 decembrie 2024 și 6 ianuarie 2025, fiind cea de a 73-a ediție a acestuia.

## Rezultate

### Oberstdorf
HS137 Schattenbergschanze, Germania

29 decembrie 2024
| Loc | Nume                      | Naționalitate | Săritura 1 (m) | Runda 1 (puncte) | Săritura 2 (m) | Runda 2 (puncte) | Total puncte |
| --- | ------------------------- | ------------- | -------------- | ---------------- | -------------- | ---------------- | ------------ |
| 1   | Stefan Kraft              | Austria       | 138,0          | 167,2            | 135,5          | 167,9            | 335,1        |
| 2   | Jan Hörl                  | Austria       | 134,5          | 165,9            | 135,0          | 165,7            | 331,6        |
| 3   | Daniel Tschofenig         | Austria       | 131,0          | 155,6            | 140,5          | 168,0            | 323,6        |
| 4   | Pius Paschke              | Germania      | 138,0          | 162,7            | 133,5          | 158,6            | 321,3        |
| 5   | Johann André Forfang      | Norvegia      | 140,0          | 160,5            | 136,0          | 158,4            | 318,9        |
| 6   | Gregor Deschwanden        | Elveția       | 140,0          | 156,4            | 136,5          | 162,2            | 318,6        |
| 7   | Kristoffer Eriksen Sundal | Norvegia      | 134,0          | 151,5            | 135,5          | 151,4            | 302,9        |
| 8   | Karl Geiger               | Germania      | 135,0          | 142,8            | 137,0          | 157,2            | 300,0        |
| 8   | Michael Hayböck           | Austria       | 134,5          | 156,5            | 129,5          | 143,5            | 300,0        |
| 10  | Paweł Wąsek               | Polonia       | 137,0          | 149,8            | 130,0          | 148,0            | 297,8        |

### Garmisch-Partenkirchen
HS142 Große Olympiaschanze, Germania

1 ianuarie 2025
| Loc | Nume                 | Naționalitate | Săritura 1 (m) | Runda 1 (puncte) | Săritura 2 (m) | Runda 2 (puncte) | Total puncte |
| --- | -------------------- | ------------- | -------------- | ---------------- | -------------- | ---------------- | ------------ |
| 1   | Daniel Tschofenig    | Austria       | 141,5          | 151,6            | 143,0          | 147,3            | 298,9        |
| 2   | Gregor Deschwanden   | Elveția       | 138,0          | 145,1            | 140,5          | 145,2            | 290,3        |
| 3   | Michael Hayböck      | Austria       | 145,0          | 149,3            | 137,5          | 139,7            | 289,0        |
| 4   | Anže Lanišek         | Slovenia      | 139,5          | 140,6            | 140,5          | 147,7            | 288,3        |
| 5   | Jan Hörl             | Austria       | 134,0          | 134,1            | 142,5          | 148,9            | 283,0        |
| 6   | Karl Geiger          | Germania      | 137,0          | 139,8            | 138,5          | 142,9            | 282,7        |
| 7   | Johann André Forfang | Norvegia      | 136,5          | 138,3            | 137,5          | 142,8            | 281,1        |
| 8   | Stefan Kraft         | Austria       | 131,5          | 131,1            | 140,5          | 147,6            | 278,7        |
| 9   | Pius Paschke         | Germania      | 129,0          | 130,8            | 143,5          | 145,1            | 275,9        |
| 10  | Andreas Wellinger    | Germania      | 126,5          | 133,2            | 134,0          | 140,8            | 274,0        |

### Innsbruck
HS128 Bergiselschanze, Austria

4 ianuarie 2025
| Loc | Nume                 | Naționalitate | Săritura 1 (m) | Runda 1 (puncte) | Săritura 2 (m) | Runda 2 (puncte) | Total puncte |
| --- | -------------------- | ------------- | -------------- | ---------------- | -------------- | ---------------- | ------------ |
| 1   | Stefan Kraft         | Austria       | 131,5          | 135,0            | 132,5          | 138,3            | 273,3        |
| 2   | Jan Hörl             | Austria       | 134,0          | 135,5            | 132,0          | 136,4            | 271,9        |
| 3   | Daniel Tschofenig    | Austria       | 132,5          | 134,6            | 127,5          | 128,7            | 263,3        |
| 4   | Gregor Deschwanden   | Elveția       | 126,0          | 123,7            | 129,0          | 130,7            | 254,4        |
| 5   | Paweł Wąsek          | Polonia       | 129,0          | 124,7            | 129,5          | 129,1            | 253,8        |
| 6   | Johann André Forfang | Norvegia      | 130,5          | 130,9            | 122,0          | 121,6            | 252,5        |
| 7   | Maximilian Ortner    | Austria       | 128,5          | 126,3            | 125,5          | 124,8            | 251,1        |
| 8   | Pius Paschke         | Germania      | 128,5          | 126,6            | 123,5          | 123,7            | 250,3        |
| 9   | Domen Prevc          | Slovenia      | 129,0          | 126,7            | 123,5          | 119,1            | 245,8        |
| 10  | Anže Lanišek         | Slovenia      | 127,5          | 122,8            | 125,0          | 121,8            | 244,6        |

### Bischofshofen
HS142 Paul-Ausserleitner-Schanze, Austria

6 ianuarie 2025
| Loc | Nume                 | Naționalitate | Săritura 1 (m) | Runda 1 (puncte) | Săritura 2 (m) | Runda 2 (puncte) | Total puncte |
| --- | -------------------- | ------------- | -------------- | ---------------- | -------------- | ---------------- | ------------ |
| 1   | Daniel Tschofenig    | Austria       | 136,0          | 149,6            | 140,5          | 159,0            | 308,6        |
| 2   | Jan Hörl             | Austria       | 140,5          | 152,7            | 143,0          | 153,8            | 306,5        |
| 3   | Stefan Kraft         | Austria       | 136,0          | 154,8            | 137,5          | 148,4            | 303,2        |
| 4   | Johann André Forfang | Norvegia      | 139,5          | 152,2            | 139,5          | 149,5            | 301,7        |
| 5   | Maximilian Ortner    | Austria       | 134,0          | 153,4            | 137,5          | 146,6            | 300,0        |
| 6   | Benjamin Østvold     | Norvegia      | 137,5          | 147,9            | 139,0          | 150,3            | 298,2        |
| 7   | Michael Hayböck      | Austria       | 138,0          | 147,8            | 140,0          | 149,1            | 296,9        |
| 8   | Paweł Wąsek          | Polonia       | 137,5          | 145,9            | 139,0          | 148,2            | 294,1        |
| 9   | Andreas Wellinger    | Germania      | 133,0          | 140,8            | 135,5          | 150,1            | 290,9        |
| 10  | Ren Nikaido          | Japonia       | 135,5          | 139,1            | 136,5          | 150,8            | 289,9        |

## Clasament final
Clasamentul final după cele patru probe (în paranteză sunt trecute locurile ocupate de sportivi în fiecare din cele 4 concursuri):
| Loc | Nume                 | Naționalitate | Oberstdorf | Garmisch- Partenkirchen | Innsbruck  | Bischofshofen | Total Puncte |
| --- | -------------------- | ------------- | ---------- | ----------------------- | ---------- | ------------- | ------------ |
| 1   | Daniel Tschofenig    | Austria       | 323,6 (3)  | 298,9 (1)               | 263,3 (3)  | 308,6 (1)     | 1.194,4      |
| 2   | Jan Hörl             | Austria       | 331,6 (2)  | 283,0 (5)               | 271,9 (2)  | 306,5 (2)     | 1.193,0      |
| 3   | Stefan Kraft         | Austria       | 335,1 (1)  | 278,7 (8)               | 273,3 (1)  | 303,2 (3)     | 1.190,3      |
| 4   | Johann André Forfang | Norvegia      | 318,9 (5)  | 281,1 (7)               | 252,5 (6)  | 301,7 (4)     | 1.154,2      |
| 5   | Gregor Deschwanden   | Elveția       | 318,6 (6)  | 290,3 (2)               | 254,4 (4)  | 288,6 (11)    | 1.151,9      |
| 6   | Pius Paschke         | Germania      | 321,3 (4)  | 275,9 (9)               | 250,3 (8)  | 286,5 (12)    | 1.134,0      |
| 7   | Michael Hayböck      | Austria       | 300,0 (8)  | 289,0 (3)               | 242,7 (12) | 296,9 (7)     | 1.128,6      |
| 8   | Paweł Wąsek          | Polonia       | 297,8 (10) | 263,6 (16)              | 253,8 (5)  | 294,1 (8)     | 1.109,3      |
| 9   | Maximilian Ortner    | Austria       | 293,3 (11) | 262,9 (17)              | 251,1 (7)  | 300,0 (5)     | 1.107,3      |
| 10  | Anže Lanišek         | Slovenia      | 291,0 (15) | 288,3 (4)               | 244,6 (10) | 275,1 (18)    | 1.099,0      |

## Legături externe
- en  Site web oficial